# Bene Vagienna
Bene Vagienna és una comune italiana de la província de  Cuneo, regió del Piemont, amb 3.652 habitants.
Bene Vagienna limita amb els municipis de: Carrù, Fossano, Lequio Tanaro, Magliano Alpi, Narzole, Piozzo, Salmour, i Trinità.